# Maurice Meisner
Maurice J. Meisner, född 17 november 1931 i Detroit i Michigan, död 23 januari 2012 i Madison i Wisconsin, var en amerikansk historiker och sinolog. Han var professor emeritus vid University of Wisconsin–Madison. Hans Mao's China: A History of the People's Republic blev lärobok vid flera amerikanska universitet.

## Biografi
Meisner avlade doktorsexamen vid University of Chicago. Hans forskningsfält var bland annat Kina under Mao och kulturrevolutionen. Meisner föreläste om hur marxismen tillämpades under Mao och hur den kinesiska kapitalismen kom till stånd.